# 贾夫拉巴德
贾夫拉巴德（Jafrabad），是印度古吉拉特邦Amreli县的一个城镇。总人口25081（2001年）。

## 人口
该地2001年总人口25081人，其中男性12703人，女性12378人；0—6岁人口4362人，其中男2224人，女2138人；识字率48.90%，其中男性为60.75%，女性为36.74%。